# Старчувек
Старчувек (пол. Starczówek) — село в гміні Зембіце, Зомбковицького повіту ,Нижньосілезького воєводства у північно-західній частині Польщі
За даними GUS населення села — 541 особа (станом на 2011).
У 1975—1998 роках село належало до Валбжиського воєводства.
На території села знаходиться костьол Вознесіння Богородиці (kościół parafialn. Wniebowzięcia Najświętszej Marii Panny), побудований 1721—1722 роках. Який внесений до воєводського реєстру пам'яток.

## Демографія
Демографічна структура станом на 31 березня 2011 року:
|          | Загалом | Допрацездатний вік | Працездатний вік | Постпрацездатний вік |
| -------- | ------- | ------------------ | ---------------- | -------------------- |
| Чоловіки | 250     | 56                 | 176              | 18                   |
| Жінки    | 291     | 66                 | 160              | 65                   |
| Разом    | 541     | 122                | 336              | 83                   |